# World Surf League de 2019
A World Surf League de 2019 ou Circuito Mundial de Surfe de 2019 foi uma competição mundial de surfe organizada pela World Surf League. Homens e mulheres competiram eventos separados, que ocorreram em vários lugares do mundo entre março e dezembro.
A turnê de 2019 também contribuiu para a qualificação para as Olimpíadas de 2020 em Tóquio, onde o surfe fará sua estreia como esporte olímpico. Os dez primeiros colocados e as oito primeiras mulheres da Liga Mundial de Surf de 2019, com um máximo de dois homens e duas mulheres por NOC, qualificaram-se para as Olimpíadas.

## Resultados do WCT

### Classificação masculina
Pontos são atribuidos utilizando a seguinte estrutura:
| Posição | 1º     | 2º    | 3º    | 5º    | 9º    | 17º   | 33º | LES | PAR | DNC |
| ------- | ------ | ----- | ----- | ----- | ----- | ----- | --- | --- | --- | --- |
| Pontos  | 10.000 | 7.800 | 6.085 | 4.745 | 3.320 | 1.330 | 265 | 265 | 265 | 0   |

| Posição | Surfista                  | WCT 1 (Detalhes) | WCT 2 (Detalhes) | WCT 3 (Detalhes) | WCT 4 (Detalhes) | WCT 5 (Detalhes) | WCT 6 (Detalhes) | WCT 7 (Detalhes) | WCT 8 (Detalhes) | WCT 9 (Detalhes) | WCT 10 (Detalhes) | WCT 11 (Detalhes) | Pontos |
| ------- | ------------------------- | ---------------- | ---------------- | ---------------- | ---------------- | ---------------- | ---------------- | ---------------- | ---------------- | ---------------- | ----------------- | ----------------- | ------ |
| 1º      | Ítalo Ferreira (BRA)      | 1º               | 5º               | 17º              | 5º               | 17º              | 2º               | 17º              | 9º               | 2º               | 1º                | 1º                | 59.740 |
| 2º      | Gabriel Medina (BRA)      | 5º               | 5º               | 17º              | 17º              | 5º               | 1º               | 2º               | 1º               | 9º               | 9º                | 2º                | 56.475 |
| 3º      | Jordy Smith (ZAF)         | 3º               | 3º               | 17º              | 5º               | 2º               | 9º               | 3º               | 5º               | 9º               | 2º                | 17º               | 49.985 |
| 4º      | Filipe Toledo (BRA)       | 9º               | 2º               | 5º               | 17º              | 1º               | 3º               | 9º               | 2º               | 17º              | 5º                | 17º               | 49.145 |
| 5º      | Kolohe Andino (USA)       | 2º               | 17º              | 5º               | 2º               | 3º               | 3º               | 17º              | 17º              | 5º               | 5º                | 9º                | 46.655 |
| 6º      | Kanoa Igarashi (JPN)      | 9º               | 9º               | 1º               | 9º               | 5º               | 5º               | 17º              | 9º               | 17º              | 3º                | 17º               | 40.185 |
| 7º      | John John Florence (HAW)  | 3º               | 1º               | 17º              | 1º               | 5º               | LES              | LES              | LES              | LES              | LES               | 5º                | 37.700 |
| 8º      | Kelly Slater (USA)        | 33º              | 5º               | 3º               | 9º               | 9º               | 9º               | 17º              | 9º               | 17º              | 9º                | 3º                | 34.845 |
| 9º      | Owen Wright (AUS)         | 9º               | 9º               | 17º              | 9º               | 17º              | 5º               | 1º               | 3º               | 17º              | 17º               | 17º               | 34.780 |
| 10º     | Jérémy Florès (FRA)       | 17º              | 9º               | 2º               | 17º              | 33º              | 17º              | 5º               | 17º              | 1º               | 17º               | 33º               | 32.515 |
| 11º     | Julian Wilson (AUS)       | 17º              | 17º              | 9º               | 3º               | 5º               | 17º              | 9º               | 5º               | 9º               | 17º               | 9º                | 31.515 |
| 12º     | Seth Moniz (HAW)          | 5º               | 9º               | 17º              | 5º               | 17º              | 17º              | 3º               | 17º              | 9º               | 33º               | 9º                | 29.525 |
| 13º     | Michel Bourez (FRA)       | 9º               | 17º              | 9º               | 9º               | 9º               | 9º               | 9º               | 33º              | 9º               | 17º               | 5º                | 29.315 |
| 14º     | Ryan Callinan (AUS)       | 17º              | 3º               | 9º               | 5º               | 17º              | 9º               | 17º              | 17º              | 5º               | 33º               | 17º               | 27.535 |
| 14º     | Jack Freestone (AUS)      | 17º              | 17º              | 9º               | 17º              | 17º              | 17º              | 9º               | 17º              | 3º               | 5º                | 5º                | 27.535 |
| 16º     | Griffin Colapinto (USA)   | 17º              | LES              | 17º              | 17º              | 9º               | 17º              | 9º               | 3º               | 17º              | 9º                | 3º                | 27.450 |
| 17º     | Caio Ibelli (BRA)         | 33º              | 17º              | 17º              | 3º               | 17º              | 17º              | 5º               | 17º              | 17º              | 3º                | 9º                | 26.885 |
| 18º     | Wade Carmichael (AUS)     | 5º               | 17º              | 5º               | 33º              | 9º               | 17º              | 17º              | 9º               | 9º               | 9º                | 17º               | 26.760 |
| 19º     | Adrian Buchan (AUS)       | 17º              | 17º              | 5º               | 33º              | 33º              | 5º               | 17º              | 5º               | 5º               | 17º               | 17º               | 25.630 |
| 20º     | Conner Coffin (USA)       | 5º               | 9º               | 9º               | 9º               | 17º              | 17º              | 17º              | 17º              | 17º              | 9º                | 17º               | 23.345 |
| 20º     | Peterson Crisanto (BRA)   | 17º              | 9º               | 17º              | 9º               | 33º              | 9º               | 17º              | 33º              | 17º              | 5º                | 9º                | 23.345 |
| 22º     | Yago Dora (BRA)           | 9º               | 17º              | 17º              | 17º              | 17º              | 17º              | 17º              | 5º               | 9º               | 17º               | 5º                | 22.780 |
| 23º     | Deivid Silva (BRA)        | 17º              | 9º               | 17º              | 17º              | 9º               | 9º               | 9º               | 9º               | 33º              | 17º               | 17º               | 21.920 |
| 24º     | Willian Cardoso (BRA)     | 9º               | 9º               | 17º              | 17º              | 17º              | 9º               | 17º              | 9º               | 17º              | 17º               | 17º               | 19.930 |
| 24º     | Jesse Mendes (BRA)        | 17º              | 33º              | 9º               | 17º              | 9º               | 33º              | 17º              | 17º              | 17º              | 9º                | 9º                | 19.930 |
| 26º     | Michael Rodrigues (BRA)   | 17º              | 17º              | 3º               | 17º              | 9º               | 17º              | 33º              | 33º              | 17º              | 9º                | 33º               | 19.640 |
| 27º     | Sebastian Zietz (HAW)     | 17º              | PAR              | 33º              | 9º               | 17º              | 5º               | 17º              | 9º               | 33º              | 17º               | 17º               | 18.300 |
| 28º     | Joan Duru (FRA)           | 17º              | 33º              | 9º               | 17º              | 9º               | 17º              | 9º               | 17º              | 17º              | 17º               | 17º               | 17.940 |
| 28º     | Ezekiel Lau (HAW)         | 17º              | 17º              | 33º              | 17º              | 17º              | 9º               | 17º              | 9º               | 9º               | 33º               | 17º               | 17.940 |
| 30º     | Soli Bailey (AUS)         | 17º              | 17º              | 33º              | 17º              | 17º              | 17º              | 17º              | 17º              | 17º              | 9º                | 9º                | 15.950 |
| 31º     | Leonardo Fioravanti (ITA) | 33º              | 17º              | 9º               | 17º              | LES              | LES              | LES              | LES              | 3º               | 17º               | 33º               | 14.455 |
| 32º     | Jadson Andre (BRA)        | 33º              | 17º              | 17º              | 17º              | 17º              | 33º              | 5º               | 17º              | 33º              | 17º               | 17º               | 14.320 |
| 33º     | Ricardo Christie (NZL)    | 17º              | 17º              | 17º              | 17º              | 17º              | 17º              | 17º              | 17º              | 33º              | 33º               | 9º                | 13.960 |
| 34º     | Frederico Morais (PRT)    | -                | -                | -                | 33º              | 3º               | 17º              | 33º              | -                | 17º              | 17º               | 33º               | 10.870 |
| 35º     | Adriano de Souza (BRA)    | LES              | LES              | LES              | LES              | 17º              | 17º              | 5º               | LES              | LES              | LES               | LES               | 8.995  |
| 36º     | Mikey Wright (AUS)        | 9º               | 17º              | 17º              | LES              | LES              | LES              | LES              | LES              | LES              | LES               | LES               | 7.570  |
| 37º     | Jacob Willcox (AUS)       | -                | 5º               | 33º              | 33º              | -                | -                | -                | -                | -                | -                 | -                 | 5.275  |
| 38º     | Marc Lacomare (FRA)       | -                | -                | -                | -                | -                | -                | -                | -                | 5º               | -                 | -                 | 4.745  |
| 39º     | Reef Heazlewood (AUS)     | 9º               | 17º              | -                | -                | -                | -                | -                | -                | -                | -                 | -                 | 4.650  |
| 40º     | Jack Robinson (AUS)       | -                | -                | -                | 9º               | -                | -                | -                | -                | -                | -                 | -                 | 3.320  |
| 40º     | Kauli Vaast (FRA)         | -                | -                | -                | -                | -                | -                | 9º               | -                | -                | -                 | -                 | 3.320  |
| 42º     | Crosby Colapinto (USA)    | -                | -                | -                | -                | -                | -                | -                | 17º              | -                | 17º               | -                 | 2.660  |
| 43º     | Mateus Herdy (BRA)        | 17º              | -                | -                | -                | LES              | -                | -                | 33º              | -                | -                 | -                 | 1.860  |
| 44º     | Jorgann Couzinet (FRA)    | -                | -                | -                | -                | -                | 33º              | -                | -                | 17º              | -                 | -                 | 1.595  |
| 45º     | Rio Waida (INA)           | -                | -                | 17º              | -                | -                | -                | -                | -                | -                | -                 | -                 | 1.330  |
| 45º     | Krystian Kymerson (BRA)   | -                | -                | -                | -                | 17º              | -                | -                | -                | -                | -                 | -                 | 1.330  |
| 45º     | Michael February (ZAF)    | -                | -                | -                | -                | -                | 17º              | -                | -                | -                | -                 | -                 | 1.330  |
| 45º     | Barron Mamiya (HAW)       | -                | -                | -                | -                | -                | -                | -                | 17º              | -                | -                 | -                 | 1.330  |
| 45º     | Kade Matson (USA)         | -                | -                | -                | -                | -                | -                | -                | 17º              | -                | -                 | -                 | 1.330  |
| 45º     | Jett Schilling (USA)      | -                | -                | -                | -                | -                | -                | -                | 17º              | -                | -                 | -                 | 1.330  |
| 45º     | Marco Mignot (FRA)        | -                | -                | -                | -                | -                | -                | -                | -                | 17º              | -                 | -                 | 1.330  |
| 45º     | Vasco Ribeiro (PRT)       | -                | -                | -                | -                | -                | -                | -                | -                | -                | 17º               | -                 | 1.330  |
| 45º     | Miguel Blanco (PRT)       | -                | -                | -                | -                | -                | -                | -                | -                | -                | 17º               | -                 | 1.330  |
| 45º     | Imaikalani deVault (HAW)  | -                | -                | -                | -                | -                | -                | -                | -                | -                | -                 | 17º               | 1.330  |
| 45º     | Billy Kemper (HAW)        | -                | -                | -                | -                | -                | -                | -                | -                | -                | -                 | 17º               | 1.330  |
| 56º     | Harrison Mann (AUS)       | -                | 33º              | -                | -                | -                | -                | -                | -                | -                | -                 | -                 | 265    |
| 56º     | Xavier Huxtable (AUS)     | -                | 33º              | -                | -                | -                | -                | -                | -                | -                | -                 | -                 | 265    |
| 56º     | Alex Ribeiro (BRA)        | -                | -                | -                | -                | 33º              | -                | -                | -                | -                | -                 | -                 | 265    |
| 56º     | Beyrick De Vries (ZAF)    | -                | -                | -                | -                | -                | 33º              | -                | -                | -                | -                 | -                 | 265    |
| 56º     | Tyler Newton (HAW)        | -                | -                | -                | -                | -                | -                | 33º              | -                | -                | -                 | -                 | 265    |
| 56º     | Matahi Drollet (PYF)      | -                | -                | -                | -                | -                | -                | 33º              | -                | -                | -                 | -                 | 265    |

- Das 11 etapas, descartam-se as 2 piores colocações e soma-se o restante dos pontos para chegar à pontuação total.
- Resultados descartados.

Legenda
| Campeão                             |
| Série Qualificatória Masculina 2020 |
| Dois piores resultados              |

Fonte: Liga Mundial de Surfe

### Classificação feminina
Pontos são concedidos de acordo com a seguinte estrutura:
| Posição | 1º     | 2º    | 3º    | 5º    | 9º    | 13º   | LES   | DNC |
| ------- | ------ | ----- | ----- | ----- | ----- | ----- | ----- | --- |
| Pontos  | 10.000 | 7.800 | 6.085 | 4.745 | 2.610 | 1.045 | 1.045 | 0   |

| Posição | Surfista                  | WCT 1 (Detalhes) | WCT 2 (Detalhes) | WCT 3 (Detalhes) | WCT 4 (Detalhes) | WCT 5 (Detalhes) | WCT 6 (Detalhes) | WCT 7 (Detalhes) | WCT 8 (Detalhes) | WCT 9 (Detalhes) | WCT 10 (Detalhes) | Pontos |
| ------- | ------------------------- | ---------------- | ---------------- | ---------------- | ---------------- | ---------------- | ---------------- | ---------------- | ---------------- | ---------------- | ----------------- | ------ |
| 1º      | Carissa Moore (HAW)       | 2º               | 5º               | 5º               | 3º               | 2º               | 1º               | 3º               | 1º               | 3º               | 3º                | 59.940 |
| 2º      | Caroline Marks (USA)      | 1º               | 3º               | 9º               | 5º               | 9º               | 3º               | 3º               | 2º               | 1º               | 5º                | 55.545 |
| 3º      | Lakey Peterson (USA)      | 9º               | 3º               | 9º               | 1º               | 5º               | 2º               | 1º               | 3º               | 2º               | 9º                | 55.125 |
| 4º      | Stephanie Gilmore (AUS)   | 5º               | 5º               | 1º               | 5º               | 3º               | 5º               | 5º               | 17º              | 5º               | 1º                | 49.810 |
| 5º      | Sally Fitzgibbons (AUS)   | 3º               | 9º               | 2º               | 3º               | 1º               | 5º               | 5º               | 5º               | 5º               | 5º                | 48.950 |
| 6º      | Tatiana Weston-Webb (BRA) | 5º               | 9º               | 9º               | 2º               | 5º               | 9º               | 5º               | 5º               | 3º               | 3º                | 41.560 |
| 7º      | Courtney Conlogue (USA)   | 9º               | 1º               | 5º               | 5º               | 5º               | 5º               | 5º               | 5º               | 9º               | LES               | 41.080 |
| 8º      | Johanne Defay (FRA)       | 5º               | 9º               | 9º               | 9º               | 9º               | 5º               | 2º               | 3º               | 5º               | 5º                | 38.085 |
| 9º      | Malia Manuel (HAW)        | 3º               | 2º               | 9º               | 9º               | 9º               | 3º               | 9º               | 5º               | 17º              | 9º                | 35.155 |
| 10º     | Nikki Van Dijk (AUS)      | 9º               | 9º               | 3º               | 9º               | 17º              | 9º               | 9º               | 9º               | 5º               | 5º                | 28.625 |
| 11º     | Brisa Hennessy (CRI)      | 9º               | 5º               | 3º               | 5º               | 17º              | 9º               | 17º              | 9º               | 9º               | 17º               | 27.060 |
| 12º     | Silvana Lima (BRA)        | LES              | LES              | 5º               | 9º               | 5º               | 9º               | 9º               | 9º               | 9º               | 9º                | 25.150 |
| 13º     | Bronte Macaulay (AUS)     | 9º               | 9º               | 5º               | 9º               | 9º               | 9º               | 9º               | 17º              | 9º               | 9º                | 23.015 |
| 13º     | Coco Ho (HAW)             | 9º               | 5º               | 9º               | 9º               | 9º               | LES              | 9º               | 9º               | 9º               | 9º                | 23.015 |
| 15º     | Keely Andrew (AUS)        | 17º              | 17º              | 9º               | 9º               | 3º               | 9º               | 9º               | 9º               | 9º               | 17º               | 22.790 |
| 16º     | Paige Hareb (NZL)         | 17º              | 17º              | 9º               | 9º               | 9º               | 9º               | 9º               | 9º               | 9º               | 9º                | 20.880 |
| 17º     | Macy Callaghan (AUS)      | 9º               | 9º               | 17º              | 17º              | 9º               | 9º               | 17º              | 9º               | 9º               | 9º                | 19.315 |
| 18º     | Tyler Wright (AUS)        | LES              | LES              | LES              | LES              | LES              | LES              | LES              | LES              | LES              | 2º                | 15.115 |
| 19º     | Sage Erickson (USA)       | 5º               | 9º               | -                | -                | -                | 17º              | -                | -                | -                | -                 | 8.400  |
| 20º     | Isabella Nichols (AUS)    | 9º               | -                | -                | -                | -                | -                | -                | -                | -                | -                 | 2.610  |
| 20º     | Kobie Enright (AUS)       | -                | 9º               | -                | -                | -                | -                | -                | -                | -                | -                 | 2.610  |
| 20º     | Tainá Hinckel (BRA)       | -                | -                | -                | -                | 9º               | -                | -                | -                | -                | -                 | 2.610  |
| 20º     | Gabriela Bryan (HAW)      | -                | -                | -                | -                | -                | -                | 9º               | -                | -                | -                 | 2.610  |
| 20º     | Vahine Fierro (FRA)       | -                | -                | -                | -                | -                | -                | -                | 9º               | -                | -                 | 2.610  |
| 20º     | Summer Macedo (HAW)       | -                | -                | -                | -                | -                | -                | -                | -                | -                | 9º                | 2.610  |
| 26º     | Kailani Johnson (INA)     | -                | -                | 17º              | -                | -                | -                | -                | -                | -                | -                 | 1.045  |
| 26º     | Mia McCarthy (AUS)        | -                | -                | -                | 17º              | -                | -                | -                | -                | -                | -                 | 1.045  |
| 26º     | Bianca Buitendag (ZAF)    | -                | -                | -                | -                | -                | 17º              | -                | -                | -                | -                 | 1.045  |
| 26º     | Alana Blanchard (HAW)     | -                | -                | -                | -                | -                | -                | -                | -                | 17º              | -                 | 1.045  |

- Das 11 etapas, descartam-se as 2 piores colocações e soma-se o restante dos pontos para chegar à pontuação total.
- Resultados descartados.

Legenda
| Campeã                             |
| Série Qualificatória Feminina 2020 |
| Dois piores resultados             |

Fonte: Liga Mundial de Surfe